# Elvira Álvarez de Ceballos
Elvira Álvarez de Ceballos (m. 1370 o 1372) fue una dama de la nobleza castellana que ostentó los señoríos de Ceballos en Asturias, Escalante, Transmiera y Liébana, así como los de Caviedes, Treceño y Valdáliga.

## Progenitores
Hija primogénita de Juana García Carrillo y de Diego Gutiérrez de Ceballos (Almirante de Castilla desde 1303).

## Biografía
Fue dama de Leonor de Castilla, reina consorte de Aragón, bajo cuyo amparo contrajo matrimonio con Fernán Pérez de Ayala (de hecho, fue en la corte de dicha Leonor que tuvo lugar el enlace).
Fue al morir su hermano Diego Gutiérrez de Ceballos, que Elvira heredó el señorío de la Casa de Ceballos en Asturias, Escalante, Transmiera y Liébana.
Asimismo, fue, conjuntamente con su marido, impulsora de la construcción del monasterio de monjas dominicas de San Juan de Quejana, si bien el proceso fundacional de éste no comenzaría hasta 1372, es decir, después de su muerte.

## Matrimonio y descendencia
De su unión con Fernán Pérez de Ayala nacieron los siguientes hijos:
- Pedro López de Ayala que casó con Leonor de Guzmán.
- Diego López de Ayala, señor de Cebolla, casado con Teresa de Guzmán.
- Juan Sánchez de Ayala, murió sin hijos.
- Inés Alfón de Ayala, señora de Malpica, casada con Diego Gómez de Toledo. Una de sus hijas, Teresa de Ayala, fue amante del rey Pedro I de Castilla.
- Mencía de Ayala, casada con Beltrán Vélez de Guevara, señor de Oñate.
- Juana García de Ayala, mujer de Juan Fernández de Padilla, alguacil mayor de Toledo y camarero del rey.
- Aldonza Fernández de Ayala, casada con Pedro González de Mendoza.
- Sancha Hernández de Ayala, casada con Fernán Pérez de Gandes.
- Elvira Álvarez de Ayala, murió en la infancia.
- Leonor Hernández de Ayala, quien heredó el señorío de Torrejón de Velasco y contrajo matrimonio con Fernando Álvarez de Toledo el Tuerto, II señor de Valdecorneja, bisabuelos de García Álvarez de Toledo y Carrillo de Toledo, I duque de Alba.
- Elvira Álvarez de Ayala, casada con Pedro Suárez de Guzmán, II señor de Batres.

## Muerte y sepultura
Según qué fuentes se consulte, Elvira murió en el año 1370 o en 1372. Durante siglos, su sepulcro estuvo situado en la capilla mayor de la iglesia parroquial de convento de Quejana, si bien con posterioridad fue trasladado, siempre dentro del mismo complejo monástico, a la Capilla de Nuestra Señora del Cabello, que es donde hoy se encuentra.